# Пирсон, Росс
Росс Пи́рсон (англ. Ross Pearson; род. 26 сентября 1984, Сандерленд) — английский боец смешанного стиля, представитель лёгкой весовой категории. Выступает на профессиональном уровне начиная с 2004 года, известен по участию в турнирах бойцовских организаций UFC. Победитель девятого сезона бойцовского реалити-шоу The Ultimate Fighter.

## Биография
Росс Пирсон родился 26 сентября 1984 года в городе Сандерленд графства Тайн-энд-Уир, Англия. В возрасте шести лет начал серьёзно заниматься тхэквондо, удостоился в этой дисциплине чёрного пояса. Позже во время учёбы в старшей школе практиковал дзюдо и бокс, а в 17 лет переключился на ММА.

### Начало профессиональной карьеры
Дебютировал в смешанных единоборствах на профессиональном уровне в декабре 2004 года, вынужден был сдаться во втором раунде, попавшись на удушающий приём сзади. С переменным успехом дрался в различных небольших английских промоушенах, завоевал и защитил титул чемпиона Ultimate Force в лёгкой весовой категории.

### The Ultimate Fighter
Имея в послужном списке восемь побед и только три поражения, в 2009 году Пирсон стал участником девятого сезона популярного бойцовского реалити-шоу The Ultimate Fighter — в данном сезоне американские бойцы противостояли бойцам из Великобритании. Присоединившись к команде британских легковесов, возглавляемой тренером Майклом Биспингом, он последовательно разобрался со всеми соперниками по турнирной сетке, в том числе в финале взял верх над соотечественником Андре Уиннером. Благодаря успешному выступлению в шоу TUF Пирсон получил контракт от крупнейшей бойцовской организации мира Ultimate Fighting Championship.

### Ultimate Fighting Championship
В последующие годы Росс Пирсон довольно часто выходил в октагон UFC, выступая в лёгкой и полулёгкой весовых категориях. Среди побеждённых им соперников — такие известные бойцы как Деннис Зифер, Грэй Мейнард, Пол Фельдер, Чед Лаприз и др. В марте 2015 года в бою с Сэмом Стаутом заработал бонус за лучшее выступление вечера.
В качестве тренера участвовал в реалити-шоу The Ultimate Fighter: The Smashes.
Является играбельным бойцом в связанных с организацией компьютерных играх UFC Undisputed 2010 (2010), UFC Undisputed 3 (2012), EA Sports UFC (2014), EA Sports UFC 2 (2016), EA Sports UFC 3 (2018).

## Статистика в профессиональном ММА
| Боёв 37         | Побед 20 | Поражений 16 |
| --------------- | -------- | ------------ |
| Нокаутом        | 7        | 5            |
| Сдачей          | 5        | 2            |
| Решением        | 8        | 9            |
| Не состоявшихся | 1        | 1            |

| Результат | Рекорд    | Соперник           | Способ                  | Турнир                                                        | Дата             | Раунд | Время | Место                      | Примечание                                         |
| --------- | --------- | ------------------ | ----------------------- | ------------------------------------------------------------- | ---------------- | ----- | ----- | -------------------------- | -------------------------------------------------- |
| Поражение | 20-16 (1) | Десмонд Грин       | TKO (удары руками)      | UFC on ESPN: Barboza vs. Gaethje                              | 30 марта 2019    | 1     | 2:52  | Филадельфия, США           |                                                    |
| Поражение | 20-15 (1) | Джон Макдесси      | Единогласное решение    | UFC on Fox: Alvarez vs. Poirier 2                             | 28 июля 2018     | 3     | 5:00  | Калгари, Канада            | Бой вечера.                                        |
| Победа    | 20-14 (1) | Мидзуто Хирота     | Единогласное решение    | UFC 221                                                       | 11 февраля 2018  | 3     | 5:00  | Перт, Австралия            |                                                    |
| Поражение | 19-14 (1) | Дэн Хукер          | KO (удар коленом)       | UFC Fight Night: Lewis vs. Hunt                               | 11 июня 2017     | 2     | 3:02  | Окленд, Новая Зеландия     |                                                    |
| Поражение | 19-13 (1) | Стиви Рэй          | Раздельное решение      | UFC Fight Night: Mousasi vs. Hall 2                           | 19 ноября 2016   | 3     | 5:00  | Белфаст, Северная Ирландия |                                                    |
| Поражение | 19-12 (1) | Хорхе Масвидаль    | Единогласное решение    | UFC 201                                                       | 30 июля 2016     | 3     | 5:00  | Атланта, США               | Бой в полусреднем весе.                            |
| Поражение | 19-11 (1) | Уилл Брукс         | Единогласное решение    | The Ultimate Fighter: Team Joanna vs. Team Cláudia Finale     | 8 июля 2016      | 3     | 5:00  | Лас-Вегас, США             |                                                    |
| Победа    | 19-10 (1) | Чед Лаприз         | Раздельное решение      | UFC Fight Night: Hunt vs. Mir                                 | 20 марта 2016    | 3     | 5:00  | Брисбен, Австралия         |                                                    |
| Поражение | 18-10 (1) | Франсиску Триналду | Единогласное решение    | UFC Fight Night: Dillashaw vs. Cruz                           | 17 января 2016   | 3     | 5:00  | Бостон, США                |                                                    |
| Победа    | 18-9 (1)  | Пол Фельдер        | Раздельное решение      | UFC 191                                                       | 5 сентября 2015  | 3     | 5:00  | Лас-Вегас, США             |                                                    |
| Поражение | 17-9 (1)  | Эван Данэм         | Единогласное решение    | UFC Fight Night: Bisping vs. Leites                           | 18 июля 2015     | 3     | 5:00  | Глазго, Шотландия          |                                                    |
| Победа    | 17-8 (1)  | Сэм Стаут          | KO (удары руками)       | UFC 185                                                       | 14 марта 2015    | 2     | 1:33  | Даллас, США                | Выступление вечера.                                |
| Поражение | 16-8 (1)  | Эл Яквинта         | TKO (удары руками)      | UFC Fight Night: Rockhold vs. Bisping                         | 8 ноября 2014    | 2     | 1:39  | Сидней, Австралия          |                                                    |
| Победа    | 16-7 (1)  | Грэй Мейнард       | TKO (удары руками)      | UFC Fight Night: Bader vs. St. Preux                          | 16 августа 2014  | 2     | 1:35  | Бангор, США                |                                                    |
| Поражение | 15-7 (1)  | Диего Санчес       | Раздельное решение      | UFC Fight Night: Henderson vs. Khabilov                       | 7 июня 2014      | 1     | 1:37  | Альбукерке, США            |                                                    |
| Победа    | 15-6      | Райан Кутюр        | TKO (удары руками)      | UFC on Fuel TV: Mousasi vs. Latifi                            | 6 апреля 2013    | 2     | 3:45  | Стокгольм, Швеция          |                                                    |
| Победа    | 14-6      | Джордж Сотиропулос | TKO (удары руками)      | UFC on FX: Sotiropoulos vs. Pearson                           | 15 декабря 2012  | 3     | 0:41  | Голд-Кост, Австралия       | Вернулся в лёгкий вес.                             |
| Поражение | 13-6      | Каб Свонсон        | TKO (удары руками)      | UFC on FX: Maynard vs. Guida                                  | 22 июня 2012     | 2     | 4:14  | Атлантик-Сити, США         |                                                    |
| Победа    | 13-5      | Жуниор Асунсан     | Единогласное решение    | UFC 141                                                       | 30 декабря 2011  | 3     | 5:00  | Лас-Вегас, США             | Дебют в полулёгком весе.                           |
| Поражение | 12-5      | Эдсон Барбоза      | Раздельное решение      | UFC 134                                                       | 27 августа 2011  | 3     | 5:00  | Рио-де-Жанейро, Бразилия   | Бой вечера.                                        |
| Победа    | 12-4      | Спенсер Фишер      | Единогласное решение    | UFC 127                                                       | 27 февраля 2011  | 3     | 5:00  | Сидней, Австралия          |                                                    |
| Поражение | 11-4      | Коул Миллер        | Сдача (удушение сзади)  | UFC Fight Night: Marquardt vs. Palhares                       | 15 сентября 2010 | 2     | 1:49  | Остин, США                 |                                                    |
| Победа    | 11-3      | Деннис Зифер       | Единогласное решение    | UFC Fight Night: Florian vs. Gomi                             | 31 марта 2010    | 3     | 5:00  | Шарлотт, США               | Бой вечера.                                        |
| Победа    | 10-3      | Аарон Райли        | TKO (doctor stoppage)   | UFC 105                                                       | 14 ноября 2009   | 2     | 4:38  | Манчестер, Англия          |                                                    |
| Победа    | 9-3       | Андре Уиннер       | Единогласное решение    | The Ultimate Fighter: United States vs. United Kingdom Finale | 20 июня 2009     | 3     | 5:00  | Лас-Вегас, США             | Выиграл The Ultimate Fighter 9 в лёгком весе.      |
| Победа    | 8-3       | Иэн Джонс          | Сдача (удушение сзади)  | Ultimate Force: Nemesis                                       | 1 ноября 2008    | 1     | 3:33  | Донкастер, Англия          | Защитил титул чемпиона UF в лёгком весе.           |
| Поражение | 7-3       | Абдул Мухамед      | Единогласное решение    | Cage Gladiators 9: Beatdown                                   | 4 октября 2008   | 3     | 5:00  | Ливерпуль, Англия          |                                                    |
| Победа    | 7-2       | Седрик Селерье     | Сдача (удары руками)    | MMA Total Combat 24                                           | 31 мая 2008      | 1     | 2:35  | Лондон, Англия             |                                                    |
| Победа    | 6-2       | Эйдан Меррон       | Сдача (рычаг локтя)     | Ultimate Force: Punishment                                    | 3 мая 2008       | 3     | 4:34  | Донкастер, Англия          | Выиграл вакантный титул чемпиона UF в лёгком весе. |
| Победа    | 5-2       | Сами Берик         | Сдача (треугольник)     | Strike and Submit 6                                           | 13 апреля 2008   | 1     | 0:37  | Гейтсхед, Англия           |                                                    |
| Победа    | 4-2       | Марк Спенсер       | TKO (удары руками)      | MMA Total Combat 23                                           | 23 февраля 2008  | 1     | 3:44  | Корнуолл, Англия           |                                                    |
| Победа    | 3-2       | Стив Тетли         | Сдача (рычаг локтя)     | CWFC: Enter The Rough House 5                                 | 8 декабря 2007   | 1     | 4:46  | Ноттингем, Англия          |                                                    |
| Победа    | 2-2       | Гейвин Брэдли      | KO (удар рукой)         | MMA Total Combat 22                                           | 24 ноября 2007   | 1     | 2:05  | Корнуолл, Англия           |                                                    |
| Поражение | 1-2       | Курт Уорбертон     | TKO (остановлен врачом) | MMA Total Combat 21                                           | 22 сентября 2007 | 1     | 5:00  | Корнуолл, Англия           |                                                    |
| Победа    | 1-1       | Уилл Бёрк          | Решение судей           | MMA Total Combat 21                                           | 22 сентября 2007 | 3     | 5:00  | Корнуолл, Англия           |                                                    |
| Поражение | 0-1       | Крис Хьюз          | Сдача (удушение сзади)  | HOP 1: Fight Night 1                                          | 12 декабря 2004  | 2     | 2:33  | Суонси, Уэльс              |                                                    |